# Campeonato Mundial de Halterofilismo de 2019 - Até 81 kg feminino
A categoria até 81 kg feminino foi um evento do Campeonato Mundial de Halterofilismo de 2019, disputado no Centro Nacional de Treinamento Esportivo Oriental, em Pattaya, na Tailândia, no dia 25 de setembro de 2019. 

## Calendário
Horário local (UTC+7)
| Dia            | Horário | Fase    |
| -------------- | ------- | ------- |
| 25 de setembro | 10:00   | Grupo B |
| 25 de setembro | 17:55   | Grupo A |

## Medalhistas
| Evento    | Ouro              | Ouro   | Prata                | Prata  | Bronze                             | Bronze |
| --------- | ----------------- | ------ | -------------------- | ------ | ---------------------------------- | ------ |
| Arranque  | Lee Ji-eun (KOR)  | 111 kg | Kim Su-hyeon (KOR)   | 111 kg | Mönkhjantsangiin Ankhtsetseg (MGL) | 110 kg |
| Arremesso | Leydi Solís (COL) | 142 kg | Jenny Arthur (USA)   | 139 kg | Lidia Valentín (ESP)               | 138 kg |
| Total     | Leydi Solís (COL) | 247 kg | Lidia Valentín (ESP) | 246 kg | Jenny Arthur (USA)                 | 245 kg |

## Recordes
Antes desta competição, o recorde mundial da prova era o seguinte:
| Recorde         | Tipo      | Atleta         | Peso   | Local | Data                  |
| Recorde Mundial | Arranque  | Padrão mundial | 127 kg |       | 1 de novembro de 2018 |
| Recorde Mundial | Arremesso | Padrão mundial | 158 kg |       | 1 de novembro de 2018 |
| Recorde Mundial | Total     | Padrão mundial | 283 kg |       | 1 de novembro de 2018 |

## Resultado
Os resultados foram os seguintes. 
| Pos.              | Atleta                             | Grupo | Arranque (kg) | Arranque (kg) | Arranque (kg) | Arranque (kg)     | Arremesso (kg) | Arremesso (kg) | Arremesso (kg) | Arremesso (kg)    | Total |
| Pos.              | Atleta                             | Grupo | 1             | 2             | 3             | Resultado         | 1              | 2              | 3              | Resultado         | Total |
| ----------------- | ---------------------------------- | ----- | ------------- | ------------- | ------------- | ----------------- | -------------- | -------------- | -------------- | ----------------- | ----- |
| Medalha de ouro   | Leydi Solís (COL)                  | A     | 105           | 108           | 108           | 9                 | 136            | 139            | 142            | Medalha de ouro   | 247   |
| Medalha de prata  | Lidia Valentín (ESP)               | A     | 105           | 108           | 112           | 5                 | 130            | 134            | 138            | Medalha de bronze | 246   |
| Medalha de bronze | Jenny Arthur (USA)                 | A     | 102           | 106           | 110           | 7                 | 132            | 134            | 139            | Medalha de prata  | 245   |
| 4                 | Darya Naumava (BLR)                | A     | 105           | 109           | 112           | 4                 | 135            | 138            | 138            | 5                 | 244   |
| 5                 | Dayana Chirinos (VEN)              | A     | 103           | 106           | 106           | 8                 | 133            | 136            | 139            | 4                 | 242   |
| 6                 | Lee Ji-eun (KOR)                   | B     | 102           | 108           | 111           | Medalha de ouro   | 117            | 123            | 127            | 10                | 238   |
| 7                 | Valeria Rivas (COL)                | A     | 102           | 106           | 108           | 6                 | 126            | 130            | 132            | 7                 | 238   |
| 8                 | Mönkhjantsangiin Ankhtsetseg (MGL) | B     | 101           | 107           | 110           | Medalha de bronze | 123            | 127            | 131            | 9                 | 237   |
| 9                 | Anacarmen Torres (MEX)             | A     | 101           | 101           | 103           | 11                | 130            | 133            | 136            | 6                 | 234   |
| 10                | Tatev Hakobyan (ARM)               | A     | 100           | 105           | 105           | 10                | 115            | 121            | 125            | 13                | 226   |
| 11                | Gaëlle Nayo-Ketchanke (FRA)        | B     | 85            | 90            | 95            | 14                | 120            | 125            | 130            | 8                 | 225   |
| 12                | Alejandra Garza (MEX)              | A     | 97            | 100           | 103           | 12                | 123            | 126            | 126            | 12                | 223   |
| 13                | Ekaterina Katina (RUS)             | B     | 90            | 93            | 95            | 15                | 120            | 126            | 131            | 11                | 221   |
| 14                | Tímea Szuromi (HUN)                | B     | 90            | 93            | 95            | 16                | 110            | 114            | 118            | 14                | 213   |
| 15                | Lenka Rojas (CHI)                  | B     | 82            | 85            | 87            | 17                | 110            | 116            | 120            | 15                | 201   |
| 16                | Mai Al-Madani (UAE)                | B     | 62            | 64            | 64            | 18                | 80             | 82             | 86             | 18                | 146   |
| —                 | Kim Su-hyeon (KOR)                 | A     | 106           | 110           | 111           | Medalha de prata  | 137            | 137            | 138            | —                 | —     |
| —                 | Anna Van Bellinghen (BEL)          | B     | 99            | 102           | 102           | 13                | 117            | 118            | 118            | —                 | —     |
| —                 | Michaela Skleničková (CZE)         | B     | 80            | 80            | 80            | —                 | 102            | 106            | 109            | 16                | —     |
| —                 | Rayen Cupid (VIN)                  | B     | 87            | 87            | 88            | —                 | 103            | 107            | 107            | 17                | —     |